# Les onze d'Estivella
Les onze d'Estivella van ser onze dones que van encapçalar una revolta popular al poble d'Estivella el 3 de maig de 1911.
A l'inici del segle xx, les dificultats econòmiques i l'ambient conflictiu van propiciar protestes socials en diferents punts de la geografia, com Alacant, València o Sagunt, però el conflicte protagonitzat per les onze d'Estivella és singular, pel fet de ser el primer cas documentat en què una revolta va ser encapçalada per dones al País Valencià, i alhora fa la dona, per primera volta, subjecte social amb veu pròpia, part de la història del poble, del Camp de Morvedre, i de tot el País Valencià.
A primeries del segle xx, el clima polític a Estivella sofria una forta polarització ideològica entre progressistes i conservadors, i l'abús de poder era patent, en tractar diferentment els veïns, d'acord amb les simpaties o antipaties que el batlle o els regidors del govern sentien com a pròpies d’una actitud natural. A l'any 1909, els afins a l’alcaldia, no pagaven la contribució, mentre que sí ho feien, els pobres, els adversaris i els enemics de la primera autoritat local.
L'origen de la protesta va començar el 28 de abril, quan a la plaça Vella, el cobrador inicia la ruta per a recaptar l'impost de consums de 1910. En intentar cobrar-li'l a un veí, veïnat i familiars, fent front al recaptador, van obligar les autoritats a desistir i ajornar el cobrament, tal com ho registra l'expedient recuperat pel cronista local Lluís Mesa.
Al conegut antigament, com forn de Sant Joan Baptista, s'organitzaven reunions clandestines i va ser el lloc on nasqué la protesta contra l’impost de consum, que gravava productes bàsics, com la carn, el peix, la sal, el carbó, les hortalisses, les conserves de fruites i l'aiguardent.
Pocs dies després, el 3 de maig de 1911, el consistori, reforçat per la presència de la Guàrdia Civil, tornà a intentar el cobrament, però l'alcalde i la resta d'autoritats, sorpresos, es varen trobar la concentració d'una cinquantena de dones i xiquets que els rebia amb crits i insults. Malgrat les amenaces rebudes, van tornar a impedir l'acte, i sense afeblir-se davant la presència de Guàrdia Civil i del batle, el grup començà a manifestar-se espontàniament pels carrers del poble, en rebuig pels abusos fiscals sobre els consums.

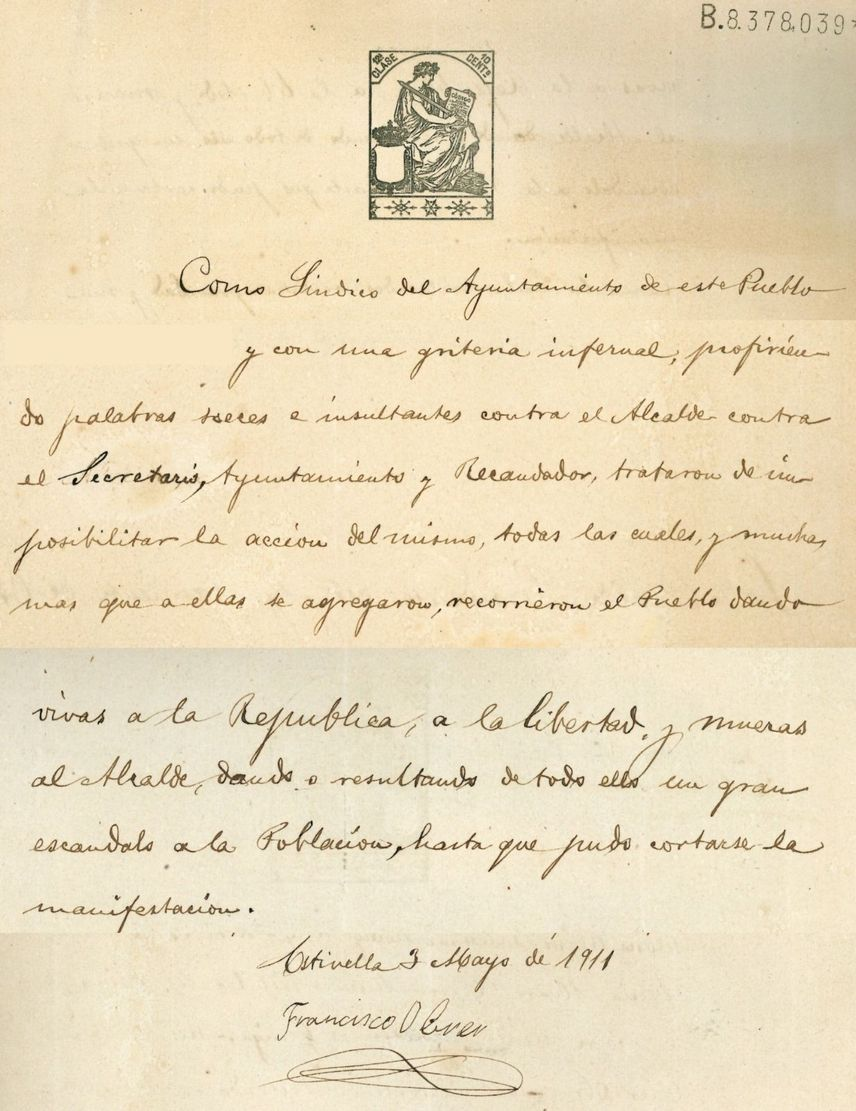
Denúncia del síndic de l'Ajuntament d'Estivella arran la manifestació del 3 de maig de 1911.

Francisco Obrer, síndic de l'Ajuntament, el mateix 3 de maig va presentar denúncia, que succintament descriu el succés:
| «                                                                          | (castellà) Com a Síndic de l'Ajuntament d'este Poble, i amb uns crits infernals, proferint paraules grolleres i insultants contra el Batle, el Secretari i Recaptador tractaren d'impossibilitar l'acció del mateix, totes elles i més que a elles s'afegiren, varen recórrer el Poble, fent vives a la República, a la llibertat i muira l'alcalde, resultant tot això en gran escàndol a la Població, fins que va poder tallar-se la manifestació. | » |
| — Estivella 3 de maig de 1911 - Francisco Obrer - Sr. Alcalde d'Estivella. | |   |

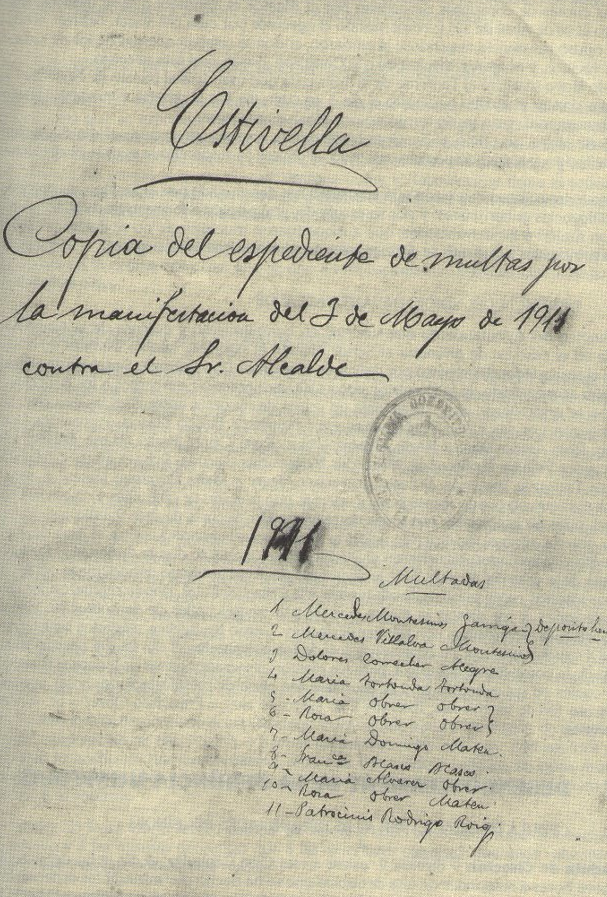
Expedient sancionador arran la manifestació del 3 de Maig de 1911.

La protesta feu que el primer edil estivellenc, a l'empara d'una peculiar ordenança que prohibia cantar i fer soroll pels carrers, castigara les que al seu parer, havien destacat a la protesta, triant-ne onze d'entre les manifestants que van recórrer el poble, sancionant-les econòmicament a satisfer a cadascuna, una multa d'onze pessetes, quantitat considerada prou elevada en aquell temps.
Mercedes Montesinos Garriga, una de les onze, va pagar la seua multa per a poder recórrer la de totes les afectades. Després de perdre el recurs a l'alcaldia primer, i després el de Govern civil, va ser el Ministeri de Justícia qui donà la raó a les onze manifestants multades en dir que l'alcaldia s'havia extralimitat en les seues funcions i que el procés no s'ajustava a llei. Montesinos va recuperar els diners pagats com a penalització. Poc després, l'alcalde va deixar el càrrec.

## Les onze a l'oblit
Amb els temps, l'expedient i el fet, tot i que present com a record anecdòtic familiar en els descendents de les protagonistes, va caure en l'oblit, fins que arran de la catalogació de l'Arxiu Municipal, per part de Mesa, permeté recuperar aquest incident de l'oblit. Un any més tard, el cronista del poble va publicar el llibre Expedient relatiu a la manifestació de dones del 3 de maig de 1911 contra l'alcalde (1911-1912), que relata amb detall la manifestació, i del qual s'han fet diverses edicions. Aquesta epopeia revolucionària també ha estat teatralitzada; escrita també per Mesa i Reig, la peça teatral Les 11 de maig, està dedicada a Amàlia Alegre Arnau, una jove estivellenca silenciada que va comandar a Barcelona la revolta de les dones de 1918.

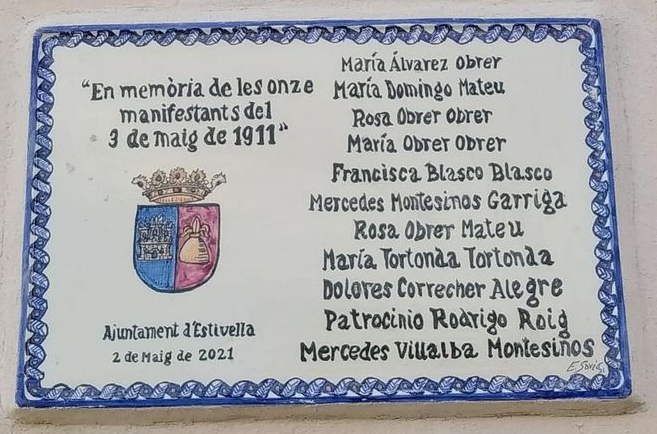
Noms de Les onze d'Estivella.

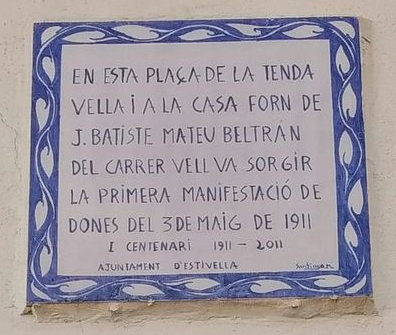
Taulell commemoratiu de la manifestació del 3 de Maig del 1911.

La investigació duta a terme Lluís Mesa, ha tret de l’oblit aquestes onze dones que van ser: Mercedes Montesinos Garriga, Mercedes Villalba Montesinos, Dolores Correcher Alegre,María Tortonda Tortonda, María Obrer Obrer, Rosa Obrer Obrer, María Domingo Mateu, Francisca Blasco Blasco, María Álvarez Obrer, Rosa Obrer Mateu i Patrocinio Rodrigo Roig.

## Commemoració del centenari
A l'any 2011, la històrica manifestació va fer cent anys, i per celebrar-ho es va batejar una nova via d'Estivella com a carrer Manifestants del 1911. També es va instal·lar una placa commemorativa amb el nom de les protagonistes, a la coneguda informalment com a plaça Vella, punt on es va iniciar la revolta.